# الیزابت اولسن
الیزابت چیس اولسن (انگلیسی: Elizabeth Chase Olsen؛ زادهٔ ۱۶ فوریه ۱۹۸۹) بازیگر آمریکایی است. او بازیگری را در چهار سالگی آغاز کرد و اولین حضور او در سینما مربوط به ایفای نقش در تریلر مارتا مارسی می مارلین (۲۰۱۱) بود که برای این نقش‌آفرینی مورد تحسین قرار گرفت. سپس در سال ۲۰۱۳ نقشی را در فیلم ترسناک خانه ساکت ایفا کرد. او در همان سال نامزد دریافت جایزهٔ ستارهٔ نوظهور بفتا شد و دو سال بعد در دانشگاه نیویورک فارغ‌التحصیل گردید. 
اولسن با بازی در نقش واندا ماکسیموف / اسکارلت ویچ در فرنچایز رسانه‌ای دنیای سینمایی مارول به شهرت بیشتری در جهان دست یافت. او این نقش را در چند فیلم ابرقهرمانی از جمله انتقام‌جویان: عصر اولتران (۲۰۱۵)، کاپیتان آمریکا: جنگ داخلی (۲۰۱۶)، انتقام‌جویان: جنگ ابدیت (۲۰۱۸)، دکتر استرنج در چندجهانی دیوانگی (۲۰۲۲)، و همچنین مینی‌سریال وانداویژن (۲۰۲۱) ایفا کرده‌است. نقش‌آفرینی او در وانداویژن برایش نامزدی دریافت جوایز امی ساعات پربیننده و گلدن گلوب را به همراه داشت.
غیر از بازی در فیلم‌های مارول، او فعالیت خود را در فیلم‌هایی نظیر فیلم هیولایی گودزیلا (۲۰۱۴)، فیلم معمایی رودخانه ویند (۲۰۱۷) و کمدی-درام اینگرید به فنا می‌رود (۲۰۱۷) ادامه داد. او همچنین تهیه‌کنندهٔ اجرایی و بازیگر مجموعهٔ درام برای غمت متأسفیم (۲۰۱۸–۲۰۱۹) بود و برای بازی در نقش یک بیوه در این مجموعه، نامزد دریافت جایزهٔ تلویزیونی به انتخاب منتقدان شد.

## زندگی و حرفه

### ۱۹۸۹–۲۰۱۰: اوایل زندگی و تحصیلات
الیزابت چیس اولسن به تاریخ ۱۶ فوریهٔ ۱۹۸۹ در شرمن اوکس، کالیفرنیا به دنیا آمد. مادرش، جارنی، رقاصه سابق و پدرش، دیو، مشاور املاک است. او خواهر کوچک‌تر دوقلوها مری کیت و اشلی اولسن است که از کودکی بازیگران تلویزیون و سینما شدند. اولسن همچنین یک برادر بزرگ‌تر، یک برادر ناتنی کوچک‌تر و یک خواهر ناتنی کوچک‌تر نیز دارد. پدر و مادر او در سال ۱۹۹۶ طلاق گرفتند.
اولسن حرفهٔ بازیگری را از چهار سالگی آغاز کرد. و در پروژه‌های مری کیت و اشلی نظیر فیلم تلویزیونی غرب چگونه سرگرم‌کننده بود در ۱۹۹۴ و مجموعهٔ مستقیم به ویدیوی ماجراهای مری-کیت و اشلی حضور یافت. او از کودکی کلاس‌های بازیگری را گذراند و وقت خود را در اردوگاه تئاتر موزیکال سپری می‌کرد. اولسن به دلیل توجه رسانه‌ها به اختلال تغذیهٔ مری-کیت در سال ۲۰۰۴ حرفهٔ بازیگری را تقریباً کنار گذاشت. او به مدرسهٔ کمبل هال در استودیو سیتی، لس آنجلس رفت. اولسن در مدرسهٔ هنر تیش دانشگاه نیویورک تحصیل کرد و در طی آن کلاس‌های کمپانی تئاتر آتلانتیک را نیز گذراند و یک ترم را در مدرسهٔ تئاتر هنری مسکو در روسیه گذراند. او در اثر آف برادوی نمایش غبار در سال ۲۰۰۸ و اثر برادوی نمایش امپرسیونیسم — که منجر به تأمین مدیر برنامه شد — به نقش‌های جانشین دست یافت. اولسن در ژانویه ۲۰۱۳ از دانشگاه نیویورک فارغ‌التحصیل شد.

### ۲۰۱۱–۲۰۱۴: نقش‌های اولیه و تحسین

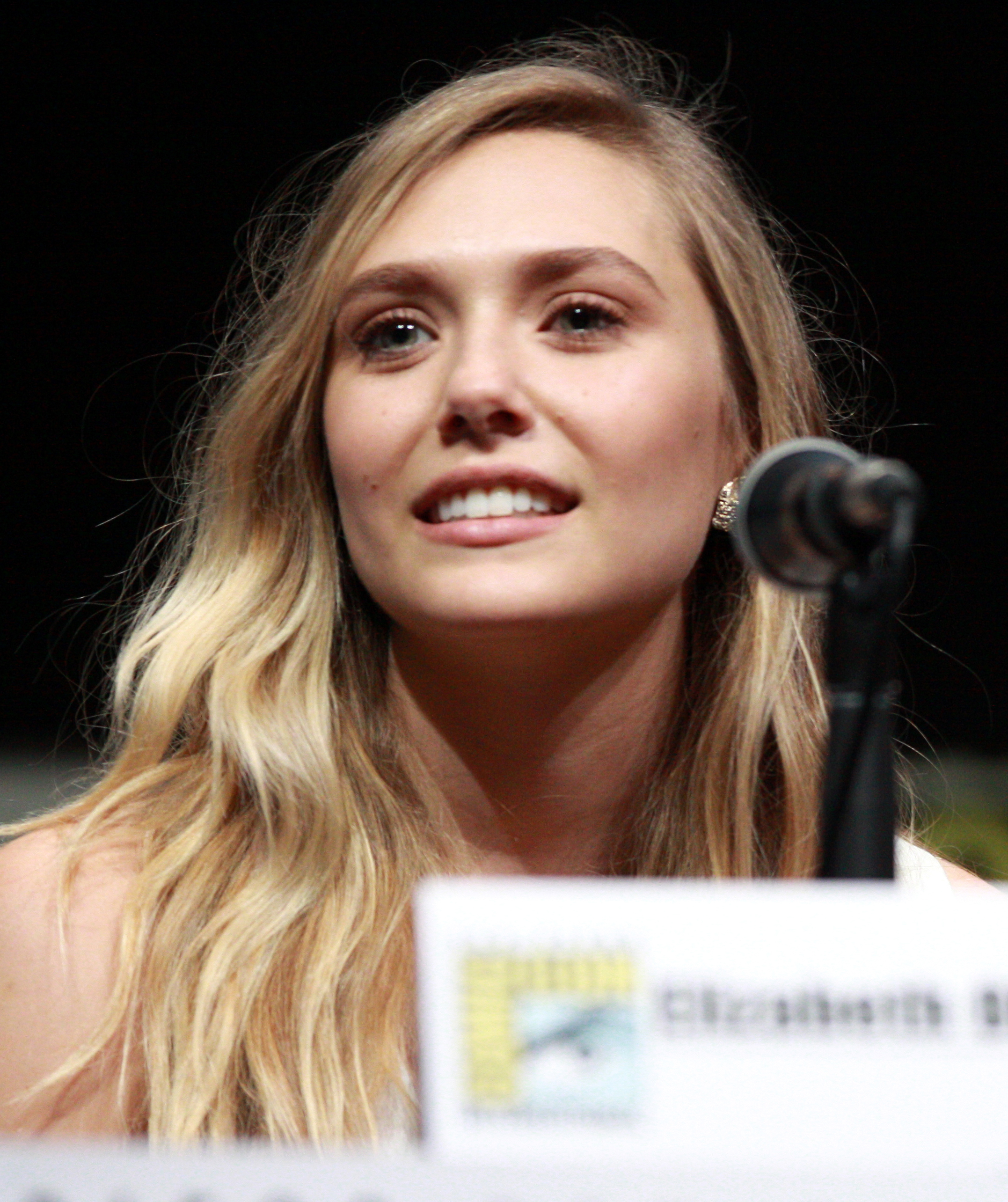
اولسن در کامیک-کان سن دیگو ۲۰۱۳

اولسن بازیگری در سینما را با ایفای نقش در تریلر مارتا مارسی می مارلین در سال ۲۰۱۱ تجربه کرد. این فیلم به همراه عملکرد او پس از نخستین نمایش در جشنوارهٔ فیلم ساندنس مورد تحسین منتقدان قرار گرفت. اولسن در این فیلم نقش زنی جوان به نام مارتا را ایفا کرد که پس از فرار از زندگی خود در یک فرقه از توهم رنج می‌برد و سپس به خانواده‌اش بازمی‌گردد. این برای این نقش‌آفرینی جایزه‌ها و نامزدی‌های بی‌شماری نظیر نامزدی جایزهٔ سینمایی انتخاب منتقدان برای بهترین بازیگر زن و جایزهٔ ایندیپندنت اسپیریت برای بهترین بازیگر نقش‌اصلی زن کسب کرد. او علاقهٔ خود به این شخصیت را به شیفتگی خودش با بیماری‌های روحی نسبت داد. او سپس در فیلم ترسناک خانه ساکت ظاهر شد که «ارزیابی و نقدهای مثبت» خودش را کسب کرد. این فیلم با وجود اینکه در کنار مارتا مارسی می مارلین در جشنواره فیلم ساندنس حضور داشت، اما در سال ۲۰۱۲ منتشر شد، که در طی آن او در تریلر چراغ‌های قرمز و کمدی لیبرال آرتس نیز بازی کرد.
در ژانویه ۲۰۱۳، اولسن نامزد دریافت جایزهٔ ستارهٔ نوظهور بفتا در شصت و ششمین جوایز فیلم آکادمی بریتانیا شد. او در درام زندگی‌نامه‌ای عزیزانت را بکش نقش ادی پارکر، همسر اول داستان‌نویس جک کرواک و نویسندهٔ خاطرات نسل بیت تو می‌توانی خوب باشی را ایفا کرد. او در بازسازی آمریکایی فیلم کره‌ای اولدبوی حضور یافت؛ او در نقش ماری سباستین، پرستاری که به شخصیت اصلی، با بازی جاش برولین کمک می‌کند تا دخترش را پیدا کند. در همان سال، او نقش ژولیت را در آف برادوی نمایشنامهٔ رومئو و ژولیت نوشتهٔ ویلیام شکسپیر ایفا کرد. بن برنتلی از نیویورک تایمز ایفای نقش او را «صاف و ساده، حجم کم، متناوب میان زود رنجی گستاخانه و هیجان زیاد» توصیف کرد. او همچنین نقش اصلی را در مخفیانه، اقتباسی از رمان ترز راکن نوشتهٔ امیل زولا در ۱۸۶۷ ایفا کرد. در سال ۲۰۱۴، اولسن در مقابل برایان کرانستون و آرون تیلور-جانسون در فیلم هیولایی گودزیلا بازی کرد. این فیلم نقدهای مثبتی دریافت کرد و در برابر بودجه تولید ۱۶۰ میلیون دلاری، ۵۲۸ میلیون دلار درآمد از فروش کسب کرد. او و داکوتا فانینگ در فیلم دختران خیلی خوب در نقش دختران نوجوان در بروکلین هم‌بازی شدند که در همان سال منتشر شد. جاش دوبوف از ونتی فر این فیلم را به عنوان بازبینی نامطلوب تعریف کرد.

### ۲۰۱۵–اکنون: دنیای سینمایی مارول و موفقیت در فیلم‌های پیوسته

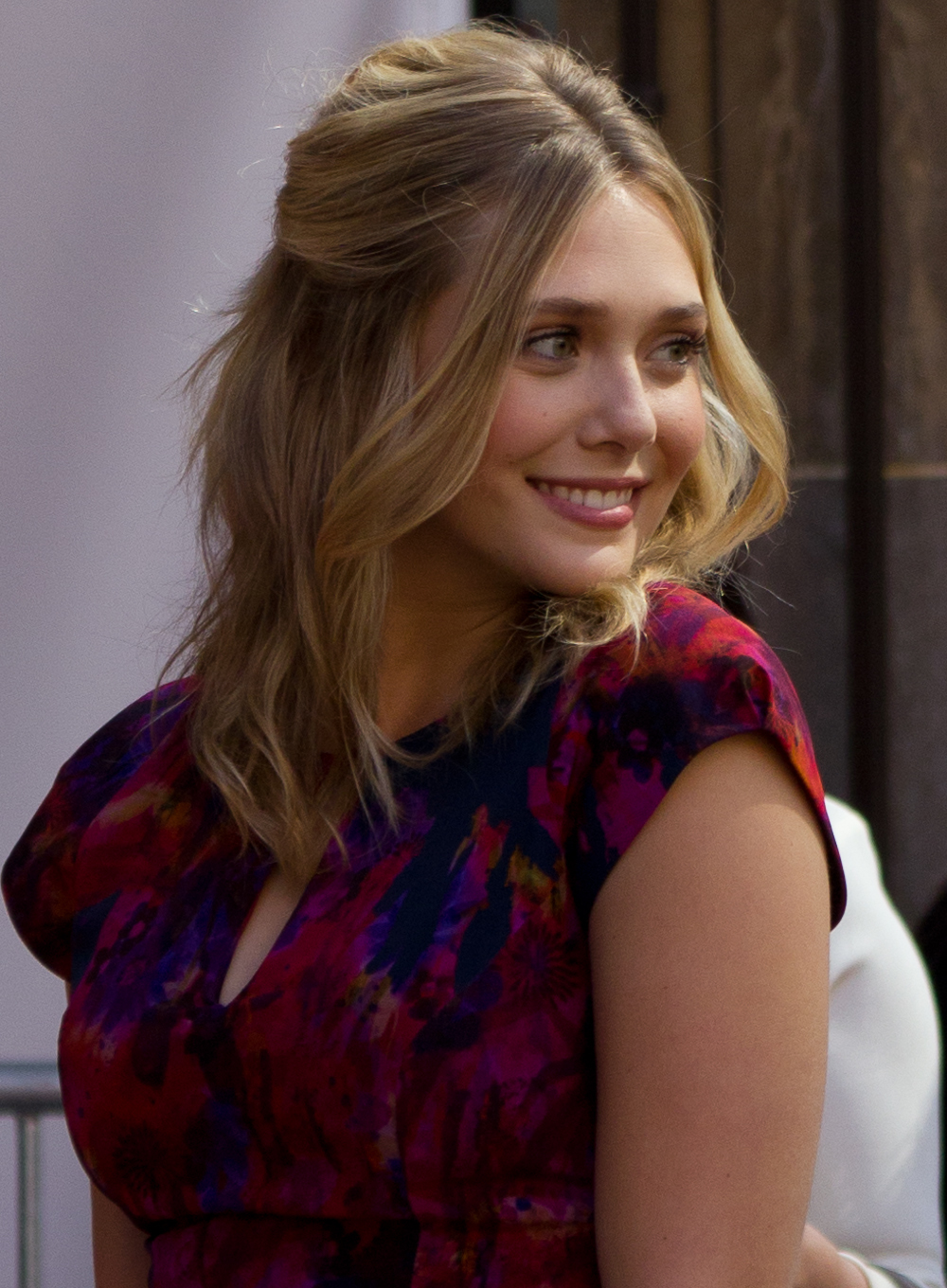
اولسن در مراسم فرش قرمز نمایش فیلم مارتا مارسی می مارلین در جشنواره بین‌المللی فیلم تورنتو سال ۲۰۱۱

اولسن در فیلم ابرقهرمانی انتقام‌جویان: عصر اولتران در سال ۲۰۱۵، که دنبالهٔ انتقام‌جویان است، بازی کرد. او سپس به فرنچایز رسانه‌ای دنیای سینمایی مارول پیوست و به شهرت رسید. او در انتقام‌جویان: عصر اولتران، نقش واندا ماکسیموف / اسکارلت ویچ را به تصویر کشید که اولین فیلم با حضور شخصیت این کمیک بوک بود. او برای اولین بار در نقش این شخصیت در کنار تیلور-جانسون — که برادر اسکارلت ویچ، پیترو ماکسیموف / کوئیک سیلور را به تصویر کشید — در سکانس پس از عوامل کاپیتان آمریکا: سرباز زمستان (۲۰۱۴) ظاهر شد. اولسن این فیلم را با لهجه‌ای که از یک کشور خیالی به نام سوکوویا سرچشمه گرفته بود بازی کرد که آن را شبیه اسلواکی توصیف کرد. او این نقش را در کاپیتان آمریکا: جنگ داخلی (۲۰۱۶)، انتقام‌جویان: جنگ ابدیت (۲۰۱۸)، و انتقام‌جویان: پایان بازی (۲۰۱۹) دوباره ایفا کرد. آخرین عنوان به دومین فیلم پرفروش تاریخ تبدیل شد.
اولسن نقش آدری ویلیامز، همسر، مدیر و شریک دوئت خواننده آمریکایی هنک ویلیامز (با بازی تام هیدلستون) را در فیلم زندگی‌نامه‌ای من نور را دیدم به کارگردانی مارک آبراهام در سال ۲۰۱۵ به تصویر کشید. در سال ۲۰۱۷، او در نقش یک مأمور تازه‌کار اف‌بی‌آی در فیلم رمز و راز رودخانهٔ ویند و یک اینفلوئنسر شبکه‌های اجتماعی در کمدی-درام اینگرید به فنا می‌رود بازی کرد. هر دو در اوت منتشر شدند و با تحسین منتقدان همراه بودند. دیوید ادلستین از والچر «رفتار ناهم‌خوان دبیرستانی» اولسن در رودخانهٔ ویند را دچار اشکال دانست، در حالی که پیتر ترورز از رولینگ استون نوشت که او «درس عبرت بالغانه‌ای از یک نقش‌آفرینی» در اینگرید به‌فنا می‌رود ارائه داده‌است و آن را «تکامل سمی» ارزیابی کرد. سال بعد، او در فیلم کوداکروم از نتفلیکس ظاهر شد و نقش سرپرست عکس‌برداری (با بازی اد هریس) را ایفا کرد. اولسن در مجموعهٔ تلویزیونی برای غمت متأسفیم از وب فیس‌بوک واچ که در سپتامبر ۲۰۱۸ پخش شد، نقش یک بیوه جوان را بازی کرد. او خود نیز تهیه‌کنندهٔ اجرایی این مجموعه بود. این مجموعه با نقدهای مثبتی از سوی منتقدان همراه بود و نقش‌آفرینی اولسن باعث شد وی نامزد دریافت جایزهٔ تلویزیونی منتقدان بهترین بازیگر زن در یک سریال درام شود. نقش‌آفرینی او از سوی منتقدان «خیره کننده»، «منظم و واضح»، و همچنین «سمپاتیک زیرکانه» نام گرفت. این مجموعه در ژانویه ۲۰۲۰ پس از دو فصل لغو شد.
اولسن بار دیگر در مینی‌سریال ابرقهرمانی وانداویژن نقش اسکارلت ویچ را در کنار پل بتانی در نقش ویژن بازی کرد که اولین بار در ژانویه ۲۰۲۱ در دیزنی پلاس پخش شد. منتقدان علاوه بر تعریف و تمجید از جاذبهٔ اولسن و بتانی، گروه بازیگران مجموعه را ستایش کردند. الکس آیبد سانتوس از واکس نوشت اولسن در به تصویر کشیدن نقش خود شگفت‌انگیز بود و لیندا هولمز از ان‌پی‌آر در بازبینی مربوط خود به «نقش‌آفرینی اصلی ماندگار» تأکید داشت. او بار دیگر نقش اسکارلت ویچ را در دکتر استرنج در چندجهانی دیوانگی ایفا کرد. این فیلم در مارس ۲۰۲۲ اکران شده‌است. او نقش کندی منتگامری را در مجموعهٔ کوتاه عشق و مرگ از شبکهٔ اچ‌بی‌او مکس که دربارهٔ قتل تگزاس در سال ۱۹۸۰ است ایفا کرد.

## زندگی شخصی

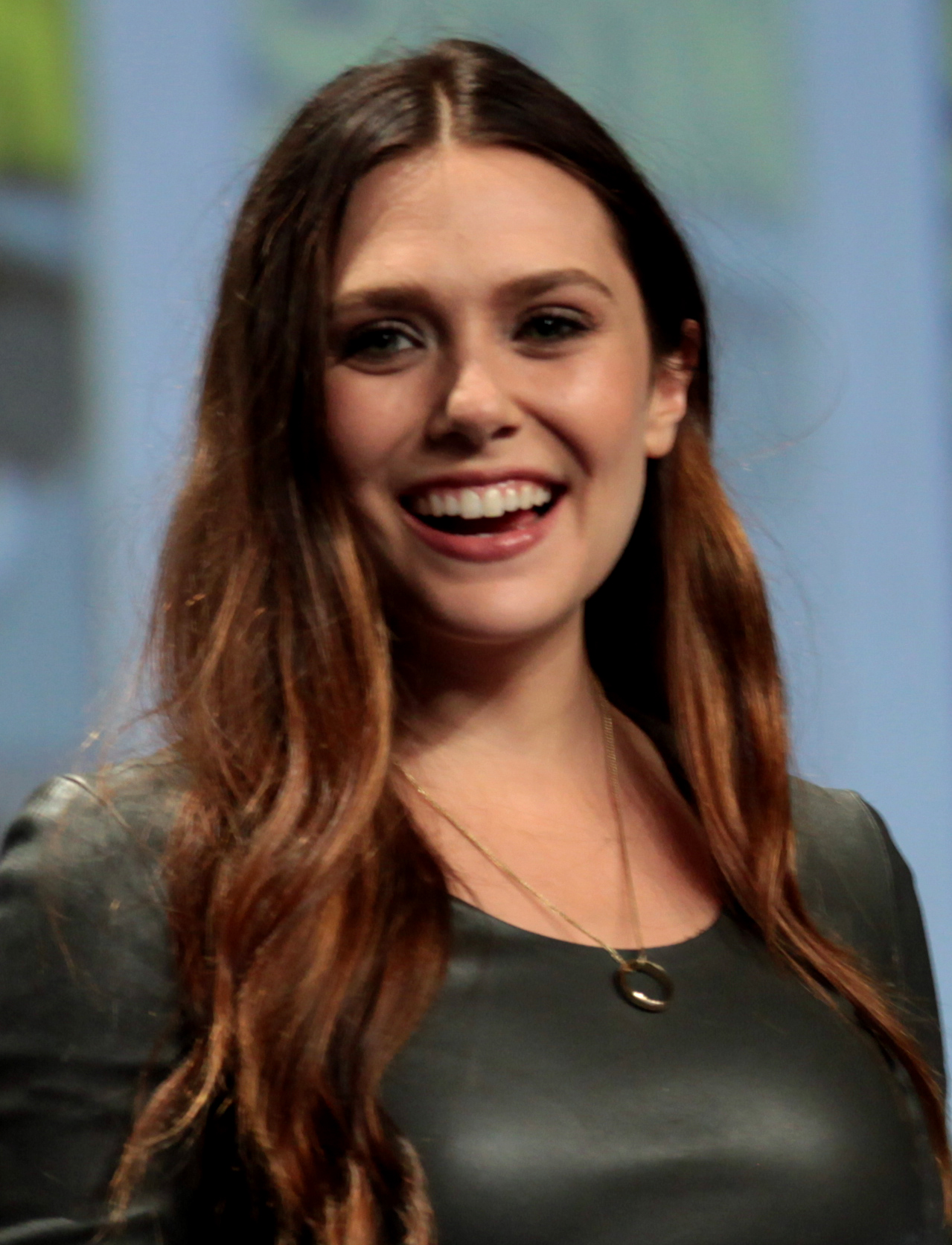
الیزابت اولسن

اولسن از سن ۱۳ سالگی خداناباور بوده‌است زیرا عقیده داشته‌است «دین باید در مورد اجتماع و داشتن مکانی برای نیایش باشد، نه چیزی که استقلال زنان را تعیین کند.» او سفیر کمپانی بابی براون کازمتیکز است. او و بوید هالبروک، بازیگر آمریکایی از سال ۲۰۱۱ تا ۲۰۱۴ با هم رابطه داشتند. اولسن در ژوئیه ۲۰۱۹ پس از سه سال رابطه با رابی آرنت، موسیقی‌دان گروه موسیقی مایلو گرین، با او نامزد شد. او و آرنت در لس آنجلس زندگی می‌کنند. اولسن در ژوئن ۲۰۲۱ اعلام کرد که با یک‌دیگر ازدواج کرده‌اند.

## فیلم‌شناسی
| Denotes productions that have not yet been released | آثاری را نشان می‌دهد که هنوز منتشر نشده است. |

### فیلم
| سال  | عنوان                           | نقش                          | توضیحات                                 | منابع  |
| ---- | ------------------------------- | ---------------------------- | --------------------------------------- | ------ |
| ۲۰۱۱ | مارتا مارسی می مارلین           | مارتا                        |                                         | [ ۱۶ ] |
| ۲۰۱۲ | چراغ‌های قرمز                    | سالی اون                     |                                         | [ ۱۹ ] |
| ۲۰۱۲ | خانه ساکت                       | سارا                         |                                         | [ ۱۸ ] |
| ۲۰۱۲ | صلح، عشق و سوء تفاهم            | زوئی                         |                                         | [ ۸ ]  |
| ۲۰۱۲ | لیبرال آرتس                     | زیبی                         |                                         | [ ۱۹ ] |
| ۲۰۱۳ | عزیزانت را بکش                  | ایدی پارکر                   |                                         | [ ۲۱ ] |
| ۲۰۱۳ | اولدبوی                         | ماری سباستین / میا دوست      |                                         | [ ۲۲ ] |
| ۲۰۱۴ | مخفیانه                         | ترز راکوین                   |                                         | [ ۲۴ ] |
| ۲۰۱۴ | کاپیتان آمریکا: سرباز زمستان    | واندا ماکسیموف / اسکارلت ویچ | حضور افتخاری ذکرنشده؛ سکانس پس از عوامل | [ ۳۳ ] |
| ۲۰۱۴ | دختران خیلی خوب                 | جری فیلدز                    |                                         | [ ۲۷ ] |
| ۲۰۱۴ | گودزیلا                         | اِل برودی                     |                                         | [ ۲۵ ] |
| ۲۰۱۵ | انتقام‌جویان: عصر اولتران        | واندا ماکسیموف / اسکارلت ویچ |                                         | [ ۲۹ ] |
| ۲۰۱۵ | من نور را دیدم                  | آدری ویلیامز                 |                                         | [ ۳۸ ] |
| ۲۰۱۶ | کاپیتان آمریکا: جنگ داخلی       | واندا ماکسیموف / اسکارلت ویچ |                                         | [ ۳۴ ] |
| ۲۰۱۷ | اینگرید به فنا می‌رود            | تیلور اسلون                  |                                         | [ ۳۹ ] |
| ۲۰۱۷ | رودخانه ویند                    | جین بنر                      |                                         | [ ۳۹ ] |
| ۲۰۱۸ | کوداکروم                        | زویی کرن                     |                                         | [ ۴۴ ] |
| ۲۰۱۸ | انتقام‌جویان: جنگ ابدیت          | واندا ماکسیموف / اسکارلت ویچ |                                         | [ ۳۵ ] |
| ۲۰۱۹ | انتقام‌جویان: پایان بازی         | واندا ماکسیموف / اسکارلت ویچ |                                         | [ ۳۶ ] |
| ۲۰۲۲ | دکتر استرنج در چندجهانی دیوانگی | واندا ماکسیموف / اسکارلت ویچ |                                         | [ ۵۶ ] |
| ۲۰۲۳ | سه دختر او                      | کریستینا                     | همچنین تهیه‌کننده اجرایی                 | [ ۶۶ ] |
| ۲۰۲۴ | The Assessment                  | میا                          |                                         |        |
| TBA  | ابدیت                           | جوان                         |                                         | [ ۶۷ ] |
| TBA  | با احتیاط وحشت کنید             |                              |                                         | [ ۶۸ ] |

### تلویزیون
| سال       | عنوان                       | نقش                          | توضیحات                             | منابع  |
| --------- | --------------------------- | ---------------------------- | ----------------------------------- | ------ |
| ۱۹۹۴      | غرب چگونه سرگرم‌کننده بود    | دختر در ماشین                | فیلم تلویزیونی                      | [ ۹ ]  |
| ۲۰۱۶      | تاریخ مست                   | نورما کاپ                    | قسمت: «خواهر برادر»                 | [ ۶۹ ] |
| ۲۰۱۷      | هارمن‌کوئست                  | استریپ                       | قسمت: «د کیستون آبلسک»              | [ ۷۰ ] |
| ۲۰۱۸–۲۰۱۹ | برای غمت متأسفیم            | لی شاو                       | نقش اصلی؛ همچنین تهیه‌کنندهٔ اجرایی   | [ ۴۶ ] |
| ۲۰۲۱      | وانداویژن                   | واندا ماکسیموف / اسکارلت ویچ | مینی‌سریال؛ نقش اصلی                 | [ ۵۲ ] |
| ۲۰۲۱      | مارول استودیوز: گرد هم آمدن | خودش                         | قسمت: «گرد هم آمدن: ساخت وانداویژن» | [ ۷۱ ] |
| ۲۰۲۳      | عشق و مرگ                   | کندی مونتگومری               | مینی‌سریال                           | [ ۵۸ ] |
| ۲۰۲۳      | چه می‌شود اگر...؟            | واندا ماکسیموف / اسکارلت ویچ | صداپیشه؛ ۲ قسمت                     | [ ۷۲ ] |
| ۲۰۲۵      | زامبی‌های مارول              | واندا ماکسیموف / اسکارلت ویچ | صداپیشه                             | [ ۷۳ ] |

### تئاتر
| سال  | عنوان         | نقش   | محل برگزاری        | منبع   |
| ---- | ------------- | ----- | ------------------ | ------ |
| ۲۰۱۳ | رومئو و ژولیت | ژولیت | کلسیک استیج کمپانی | [ ۲۳ ] |

## جوایز و نامزدی‌ها
| سال  | مؤسسه/انجمن                                      | شاخه                                                                                       | نامزدشده برای             | نتیجه     | منبع    |
| ---- | ------------------------------------------------ | ------------------------------------------------------------------------------------------ | ------------------------- | --------- | ------- |
| ۲۰۱۱ | انجمن منتقدان فیلم منطقه واشینگتن، دی.سی.        | آتیه‌دارترین بازیگر                                                                         | مارتا مارسی می مارلین     | برنده     | [ ۷۴ ]  |
| ۲۰۱۱ | انجمن منتقدان فیلم منطقه واشینگتن، دی.سی.        | بهترین بازیگر زن                                                                           | مارتا مارسی می مارلین     | نامزدشده  | [ ۷۵ ]  |
| ۲۰۱۱ | جامعه منتقدان فیلم دیترویت                       | بهترین نقش‌آفرینی غیرمنتظره                                                                 | مارتا مارسی می مارلین     | نامزدشده  | [ ۷۶ ]  |
| ۲۰۱۱ | ال                                               | زن سال                                                                                     | —                         | برنده     | [ ۷۷ ]  |
| ۲۰۱۱ | حلقه منتقدان فیلم فلوریدا                        | جایزهٔ پائولین کائل برای بازیگر نوظهور                                                      | مارتا مارسی می مارلین     | برنده     | [ ۷۸ ]  |
| ۲۰۱۱ | جشنواره بین‌المللی فیلم فلاندرز                   | تقدیر ویژه                                                                                 | مارتا مارسی می مارلین     | برنده     | [ ۷۹ ]  |
| ۲۰۱۱ | جوایز فیلم‌های مستقل گاتهام                       | بهترین بازیگر زن تازه‌کشف‌شده                                                                | مارتا مارسی می مارلین     | نامزدشده  | [ ۸۰ ]  |
| ۲۰۱۱ | جوایز فیلم‌های مستقل گاتهام                       | بهترین اجرای گروه                                                                          | مارتا مارسی می مارلین     | نامزدشده  | [ ۸۰ ]  |
| ۲۰۱۱ | انجمن روزنامه نگاران فیلم ایندیانا               | بهترین بازیگر زن                                                                           | مارتا مارسی می مارلین     | برنده     | [ ۸۱ ]  |
| ۲۰۱۱ | انجمن منتقدان فیلم لس آنجلس                      | بازیگر نسل جدید                                                                            | مارتا مارسی می مارلین     | برنده     | [ ۸۲ ]  |
| ۲۰۱۱ | جوایز انجمن منتقدان فیلم فینیکس                  | بهترین بازیگر زن نقش اول                                                                   | مارتا مارسی می مارلین     | برنده     | [ ۷۴ ]  |
| ۲۰۱۱ | انجمن منتقدان فیلم سن دیگو                       | بهترین بازیگر زن                                                                           | مارتا مارسی می مارلین     | نامزدشده  | [ ۸۳ ]  |
| ۲۰۱۱ | جایزه ستلایت                                     | بهترین بازیگر زن - فیلم                                                                    | مارتا مارسی می مارلین     | نامزدشده  | [ ۸۴ ]  |
| ۲۰۱۱ | انجمن منتقدان فیلم سنت لوئیس                     | بهترین بازیگر زن                                                                           | مارتا مارسی می مارلین     | نامزدشده  | [ ۸۵ ]  |
| ۲۰۱۱ | انجمن منتقدان فیلم تورنتو                        | بهترین بازیگر زن                                                                           | مارتا مارسی می مارلین     | نامزدشده  | [ ۸۶ ]  |
| ۲۰۱۱ | نظرسنجی فیلم ویلج ویس                            | بهترین بازیگر زن                                                                           | مارتا مارسی می مارلین     | رتبه پنجم | [ ۸۷ ]  |
| ۲۰۱۱ | انجمن منتقدان فیلم منطقه واشینگتن، دی.سی.        | بهترین بازیگر زن                                                                           | مارتا مارسی می مارلین     | نامزدشده  | [ ۸۸ ]  |
| ۲۰۱۲ | اتحادیه زنان روزنامه‌نگار سینمایی                 | بهترین نقش‌آفرینی غیرمنتظره                                                                 | مارتا مارسی می مارلین     | برنده     | [ ۸۹ ]  |
| ۲۰۱۲ | هفدهمین جوایز گزینش منتقدان                      | بهترین بازیگر زن                                                                           | مارتا مارسی می مارلین     | نامزدشده  | [ ۹۰ ]  |
| ۲۰۱۲ | جوایز حلقه منتقدان فیلم دوبلین                   | بهترین بازیگر زن                                                                           | مارتا مارسی می مارلین     | رتبهٔ پنجم | [ ۹۱ ]  |
| ۲۰۱۲ | جوایز حلقه منتقدان فیلم دوبلین                   | هنرمند موفق غیرمنتظره                                                                      | مارتا مارسی می مارلین     | رتبهٔ سوم  | [ ۹۱ ]  |
| ۲۰۱۲ | جوایز دوریان                                     | ما شیفتهٔ شما هستیم / جایزه ستاره نوظهور                                                    | —                         | نامزدشده  | [ ۹۲ ]  |
| ۲۰۱۲ | جایزه ایندیپندنت اسپیریت                         | بهترین بازیگر زن نقش اصلی                                                                  | مارتا مارسی می مارلین     | نامزدشده  | [ ۹۳ ]  |
| ۲۰۱۲ | جوایز جامعه بین‌المللی سینه‌فیل                    | بهترین بازیگر زن                                                                           | مارتا مارسی می مارلین     | نامزدشده  | [ ۹۴ ]  |
| ۲۰۱۲ | جوایز نیوناونکست                                 | ستارهٔ برجسته بعدی                                                                          | خانه ساکت                 | نامزدشده  | [ ۹۵ ]  |
| ۲۰۱۲ | جامعه آنلاین منتقدان فیلم                        | بهترین بازیگر زن                                                                           | مارتا مارسی می مارلین     | نامزدشده  | [ ۹۶ ]  |
| ۲۰۱۲ | جوایز ساترن                                      | بهترین بازیگر زن                                                                           | مارتا مارسی می مارلین     | نامزدشده  | [ ۹۷ ]  |
| ۲۰۱۲ | حلقه منتقدان فیلم ونکوور                         | بهترین بازیگر زن                                                                           | مارتا مارسی می مارلین     | برنده     | [ ۹۸ ]  |
| ۲۰۱۳ | جوایز فیلم بفتا                                  | جایزه ستاره نوظهور بفتا                                                                    | —                         | نامزدشده  | [ ۲۰ ]  |
| ۲۰۱۳ | جوایز اره‌برقی فانگوریا                           | بهترین بازیگر زن نقش اول                                                                   | خانه ساکت                 | برنده     | [ ۹۹ ]  |
| ۲۰۱۴ | جوایز برگزیده نوجوانان                           | فیلم منتخب: ستارهٔ نوظهور موفق                                                              | گودزیلا                   | نامزدشده  | [ ۱۰۰ ] |
| ۲۰۱۵ | جشنواره فیلم آمریکایی دوویل                      | ستارهٔ نوظهور هالیوود                                                                       | —                         | برنده     | [ ۱۰۱ ] |
| ۲۰۱۵ | جوایز برگزیده نوجوانان                           | فیلم منتخب: ستارهٔ نوظهور موفق                                                              | انتقام‌جویان: عصر اولتران  | نامزدشده  | [ ۱۰۲ ] |
| ۲۰۱۶ | جوایز برگزیده نوجوانان                           | فیلم منتخب: جاذبهٔ جنسی متقابل                                                              | کاپیتان آمریکا: جنگ داخلی | نامزدشده  | [ ۱۰۳ ] |
| ۲۰۱۸ | جایزه سینمایی و تلویزیونی ام‌تی‌وی                 | بهترین مبارزه                                                                              | انتقام‌جویان: جنگ ابدیت    | نامزدشده  | [ ۱۰۴ ] |
| ۲۰۱۸ | جوایز برگزیده نوجوانان ۲۰۱۸                      | انتخاب بازیگر زن فیلم اکشن                                                                 | انتقام‌جویان: جنگ ابدیت    | نامزدشده  | [ ۱۰۵ ] |
| ۲۰۱۹ | بیست و چهارمین دورهٔ جوایز فیلم به انتخاب منتقدان | بهترین بازیگر زن در یک مجموعهٔ درام                                                         | برای غمت متأسفیم          | نامزدشده  | [ ۴۷ ]  |
| ۲۰۲۱ | جایزه سینمایی و تلویزیونی ام‌تی‌وی                 | بهترین نقش‌آفرینی در یک نمایش                                                               | وانداویژن                 | برنده     | [ ۱۰۶ ] |
| ۲۰۲۱ | جایزه سینمایی و تلویزیونی ام‌تی‌وی                 | بهترین بازیگر                                                                              | وانداویژن                 | برنده     | [ ۱۰۶ ] |
| ۲۰۲۱ | جوایز تلویزیونی گولد دربی                        | بازیگر سال وجایزه ویژه هیئت داوران                                                         | وانداویژن                 | نامزدشده  | [ ۱۰۷ ] |
| ۲۰۲۱ | جوایز تلویزیونی گولد دربی                        | بهترین بازیگر فیلم/سریال غیردنباله‌دار                                                      | وانداویژن                 | نامزدشده  | [ ۱۰۷ ] |
| ۲۰۲۱ | انجمن منتقدان هالیوود                            | بهترین بازیگر زن در سریال‌های غیردنباله‌دار، مجموعهٔ آنتولوژی یا فیلم تلویزیونی               | وانداویژن                 | نامزدشده  | [ ۱۰۸ ] |
| ۲۰۲۱ | جوایز دوریان                                     | بهترین نقش‌آفرینی تلویزیونی                                                                 | وانداویژن                 | نامزدشده  | [ ۱۰۹ ] |
| ۲۰۲۱ | هفتاد و سومین جوایز امی ساعات پربیننده           | جایزه امی ساعات پربیننده برای بهترین بازیگر زن در مجموعه تلویزیونی کوتاه یا فیلم تلویزیونی | وانداویژن                 | نامزدشده  | [ ۱۱۰ ] |
| ۲۰۲۱ | جوایز تی‌سی‌ای                                     | جایزهٔ دستاوردهای فردی در درام                                                              | وانداویژن                 | نامزدشده  | [ ۱۱۱ ] |
| ۲۰۲۱ | چهل و هفتمین دورهٔ اهدای جوایز برگزیده مردم       | ستارهٔ زن تلویزیونی سال ۲۰۲۱                                                                | وانداویژن                 | نامزدشده  | [ ۱۱۲ ] |
| ۲۰۲۲ | بیست و هفتمین دورهٔ جوایز فیلم به انتخاب منتقدان  | بهترین بازیگر زن در یک فیلم/مینی‌سریال                                                      | وانداویژن                 | نامزدشده  | [ ۱۱۳ ] |
| ۲۰۲۲ | دومین دورهٔ جوایز بزرگ انجمن منتقدان پخش فیلم     | بهترین بازیگر زن در یک مجموعهٔ ابرقهرمانان                                                  | وانداویژن                 | برنده     | [ ۱۱۴ ] |
| ۲۰۲۲ | هفتاد و نهمین مراسم گلدن گلوب                    | جایزه گلدن گلوب بهترین بازیگر زن – مجموعه تلویزیونی کوتاه یا فیلم تلویزیونی                | وانداویژن                 | نامزدشده  | [ ۱۱۵ ] |
| ۲۰۲۲ | جوایز برگزیده کودکان نیکلودین                    | ستارهٔ زن محبوب تلویزیون                                                                    | وانداویژن                 | نامزدشده  | [ ۱۱۶ ] |